# Toyota Hilux
Toyota Hilux je pick-up, který od roku 1968 vyrábí japonská automobilka Toyota a jehož celková produkce přesáhla 16 milionů kusů. V roce 2015 byl Hilux 14. nejprodávanějším vozem na světě a 1. v kategorii pick-upů v Evropě.

## Historie

### Generace
- první (N10) – 1968
- druhá (N20) – 1972
- třetí (N30, N40) – 1978
- čtvrtá (N50, N60, N70) – 1983

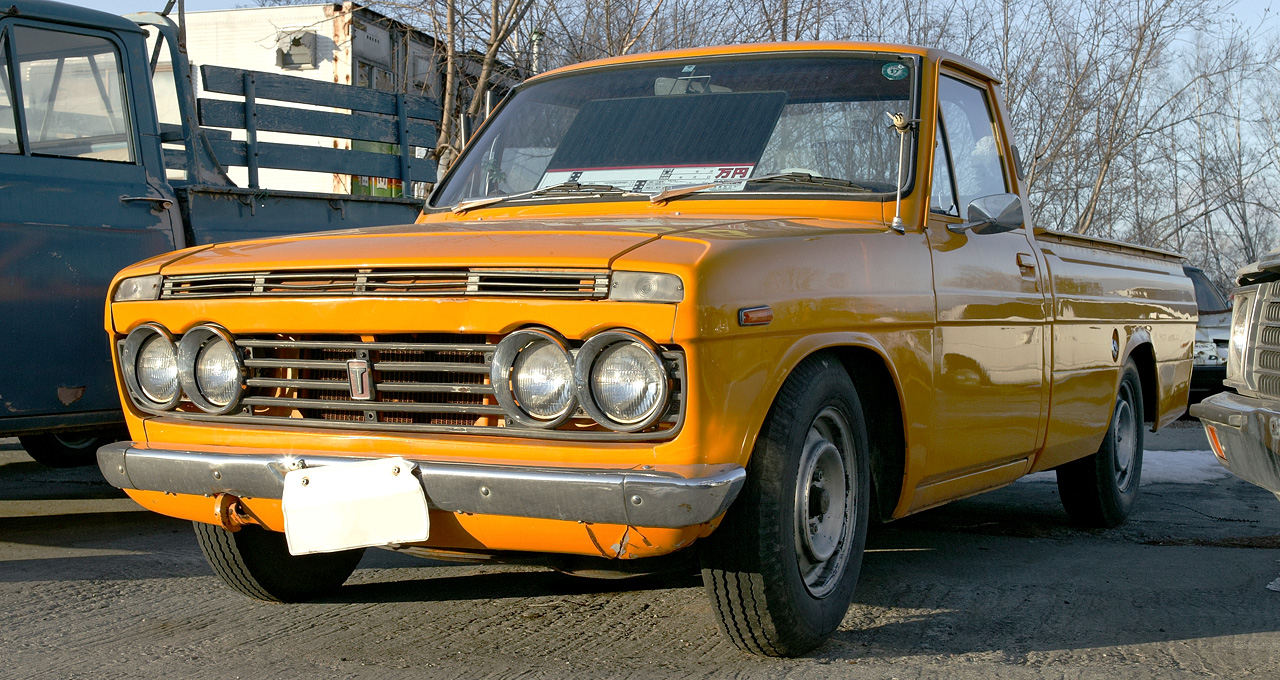
První generace Toyoty Hilux

- pátá (N80, N90, N100, N110) – 1988
- šestá (N140, N150, N160, N170) – 1997
- sedmá (AN10, AN20, AN30) – 2004
- osmá (AN120, AN130) – 2015

V pořadí již osmá generace Toyoty Hilux byla představena v roce 2015, facelift proběhl v letech 2017 a 2020. Na výběr jsou verze Single Cab s jedním párem dveří, Extra Cab s větší (4místnou) dvoudveřovou karoserií a Double Cab se dvěma páry bočních dveří (5 míst). V Česku jsou Hiluxy nabízeny s turbodieselem 2.4 D-4D (110 kW) nebo 2.8 D-4D (150 kW). Osmá generace je o 70 mm delší (nyní 5330 mm), 20 mm širší (1855 mm) a 45 nižší (1815 mm), disponuje novým a pevnějším rámovým podvozkem, vyztuženou konstrukcí ložné plochy a vylepšeným pohonem 4×4.

## Použití u ozbrojených složek

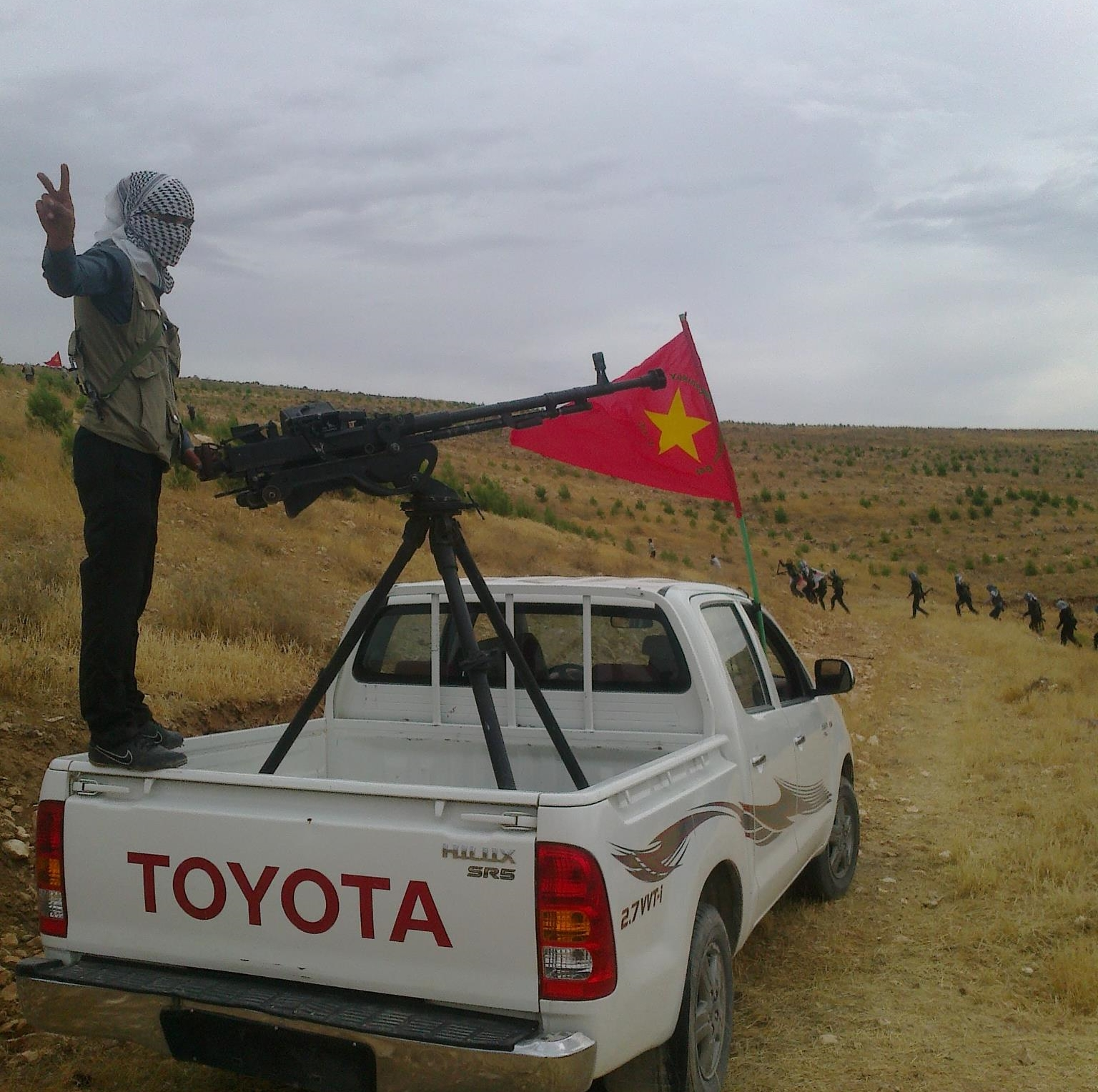
Hilux kurdských milicí YPG

Testy v televizním pořadu Top Gear ukázaly, že vozidla Land Cruiser a Hilux jsou výjimečně spolehlivá, zvládají náročné terénní i klimatické podmínky a fungují navzdory těžkému poškození. Automobily Toyota Hilux si oblíbily ozbrojené složky všeho druhu – státní (armády, policie) i nestátní (milice, povstalci, islamisté). Montáží různých zbraní na ložné plochy těchto užitkových automobilů poté vznikají improvizovaná bojová vozidla, tzv. technicaly.
V roce 2020 si Hilux vybrala Armáda České republiky jako náhradu automobilů UAZ-469 a Land Rover Defender. Až 1200 terénních vozidel má stát asi miliardu korun; dodavatel za jedno vozidlo požaduje 893 tisíc Kč – s DPH, servisními službami na 2 roky a soupravou dílů pro údržbu a opravy. Hiluxy pro AČR budou ve verzi Double Cab s motory o výkonu 110 kW.